# ريتشارد جون (قاضي)
ريتشارد جون (بالألمانية: Richard Eduard John)‏ (و. 1827 – 1889 م) هو قاضي، وأستاذ جامعي، وسياسي ألماني، توفي في غوتينغن، عن عمر يناهز 62 عاماً.